# Flugplatz Schärding-Suben

i7
i11
i13

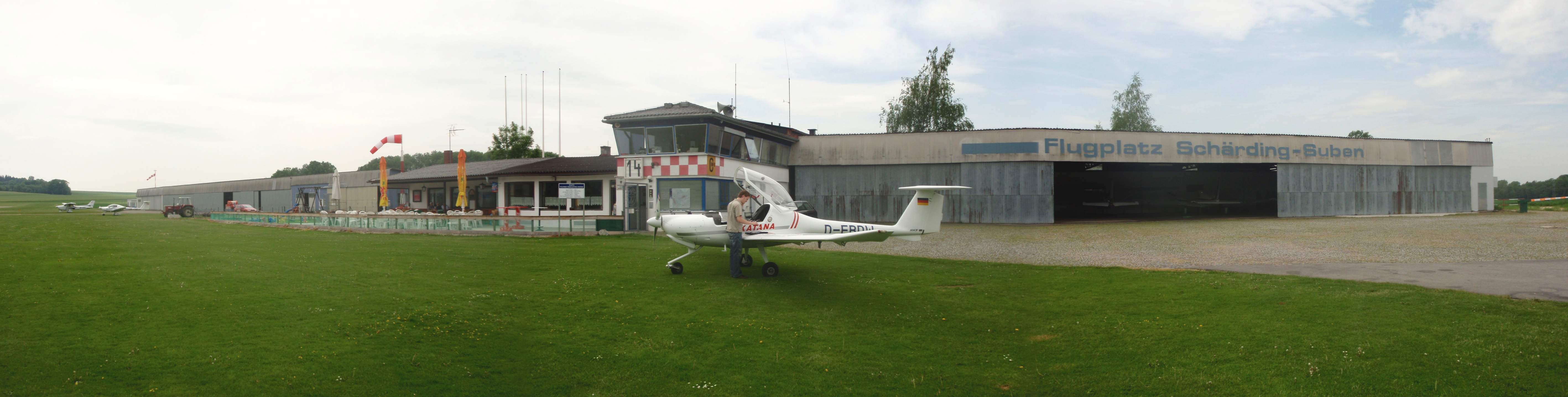
Turm und Hangars auf dem Flugplatz

Der Flugplatz Schärding-Suben (ICAO-Code: LOLS) ist ein ziviler öffentlicher Sportflugplatz im oberösterreichischen Innviertel. Er ist Heimat der Schärdinger Fliegerunion e.U.; auf dem Flugplatz wird auch eine Fliegerschule betrieben.

## Beschreibung
Der Flugplatz Schärding-Suben liegt etwa 5 Kilometer südlich von Schärding und 12 Kilometer vom Grenzübergang Passau/Suben entfernt. 
Die südwestseitig abfallende, helle Dachfläche des 1995 errichteten Hangars trägt die Aufschrift "SCHÄRDING-SUBEN 122,705 Mhz" und kommuniziert so die Anruffrequenz des Flugplatzes.
Am Flugplatz Schärding-Suben ist der Rettungshubschrauber „Christophorus Europa 3“ stationiert und deckt eine Versorgungslücke in Niederbayern (Raum Passau) mit ab. Die Station wird im Wechsel für jeweils sechs Monate vom ÖAMTC und dem ADAC besetzt. Die Mannschaft der Rettungskräfte besteht zu gleichen Teilen aus Bayern und Österreichern, wobei die Dienstpläne nicht an den saisonalen Wechsel des Fluggeräts angepasst sind.
Im Flugplatzgebäude gibt es ein Restaurant, auf der andern – nordöstlichen – Seite der Startbahn liegt der Bungalow Patricks’s Villa mit Gästezimmern und Matratzenlager im Dachgeschoß. Das Unternehmen Luftfahrttechnik Pucher. hat am Flugplatz seinen Firmensitz.
Schärding-Suben ist Heimatflugplatz für das Familienunternehmen Bernhard Scheurecker – Luftbildaufnahmen und Ansichtskartenverlag.

## Geschichte
Der heutige Flugplatz mit der Adresse 4975 Suben, Etzelshofen 60 wurde am 3. Oktober 1964 eröffnet. Er liegt unmittelbar neben dem Lindetwald auf einer ehemaligen Feuchtwiese, die bis Mitte des 20. Jahrhunderts der „Kühdobel“ genannt und unter diesem Namen auch im Franziszeischen Kataster verzeichnet wurde.
Der Fliegerverein Schärding besteht seit dem 20. November 1952. Der erste Flugplatz des Innviertels wurde 1956 in Gopperding, Gemeinde St. Florian am Inn nahe der Pram, noch näher am Zentrum von Schärding (südöstlich davon) errichtet. Wegen Überschwemmung bei Hochwasser wurde dieser aufgelassen und übersiedelte an seinen heutigen Standort in Suben.
Wenige Jahre nach der Eröffnung des Flugplatzes Schärding-Suben wurde ein zweiter Hangar gebaut, 1978 die 800×23-m-Piste asphaltiert, 1995 wurde der höhere Hangar gebaut, der heute die Aufschrift mit der Anruffrequenz des Flugplatzes am Dach trägt.
Seit 2014 wird jährlich einmal das "Sunrise-FlyIn" durchgeführt, mit Starts zahlreicher Maschinen am frühen Morgen. "Von 0 auf 100" ist eine Aktion vor Beginn des Segelflugkurses, bei der Passagiere einen Windenstart in einem Segelflugzeug erleben können.